# Плетерешть (комуна)
Плетерешть, Плетерешті (рум. Plătărești) — комуна у повіті Келераш в Румунії. До складу комуни входять такі села (дані про населення за 2002 рік):
- Доробанцу (1308 осіб)
- Кукуєць (710 осіб)
- Плетерешть (1768 осіб)
- Поду-Пітарулуй (531 особа)

Комуна розташована на відстані 23 км на південний схід від Бухареста, 78 км на захід від Келераші.

## Населення
За даними перепису населення 2002 року у комуні проживали 4317 осіб.
Національний склад населення комуни:
| Національність   | Кількість осіб | Відсоток |
| ---------------- | -------------- | -------- |
| румуни           | 4041           | 93,6%    |
| цигани           | 269            | 6,2%     |
| угорці           | 2              | < 0,1%   |
| українці         | 2              | < 0,1%   |
| росіяни-липовани | 1              | < 0,1%   |
| греки            | 1              | < 0,1%   |
| євреї            | 1              | < 0,1%   |

Рідною мовою назвали:
| Мова       | Кількість осіб | Відсоток |
| ---------- | -------------- | -------- |
| румунська  | 4265           | 98,8%    |
| циганська  | 48             | 1,1%     |
| українська | 2              | < 0,1%   |
| російська  | 1              | < 0,1%   |
| грецька    | 1              | < 0,1%   |

Склад населення комуни за віросповіданням:
| Релігія       | Кількість осіб | Відсоток |
| ------------- | -------------- | -------- |
| православні   | 4266           | 98,8%    |
| п'ятдесятники | 44             | 1,0%     |
| римо-католики | 6              | 0,1%     |
| атеїсти       | 1              | < 0,1%   |